# Johannes Noack
Johannes Noack (* 25. Dezember 1878 in Burg, Kreis Cottbus; † 9. Mai 1942 in Berlin) war ein deutscher evangelischer Pfarrer.

## Leben
Noack wurde 1878 in Burg bei Cottbus geboren, wollte zunächst Mathematik studieren, wählte dann aber die Theologie. Nach seiner Ordination am 31. August 1905 betätigte er sich zunächst als Hilfsprediger. 1909 wurde er Pfarrer in Lonkorß (Westpreußen). Von dort ging er 1911 als Pfarrer nach Reetz bei Belzig und 1924 als Pfarrer nach Blumenau in Brasilien. Nach seiner krankheitsbedingten Rückkehr 1928 wirkte er als Pfarrer an der St.-Annen-Kirche in Eisleben. Hier schloss er sich mit seiner Gemeinde der Bekennenden Kirche an, die gegen das NS-Regime und die überwiegend regimetreue Kirchenorganisation im Kirchenkampf innerkirchliche Opposition betrieb. 1939 wurde Noack, aufgrund einer Denunziation durch ein Mitglied des Gemeindekirchenrates verhaftet und am 3. April 1940 wegen „Staatshetze“ zu Zuchthaushaft verurteilt, an deren Folgen er am 9. Mai 1942 gestorben ist. Er war verheiratet mit Bertha Weiland aus Esgrus (Schleswig).
Seine letzte Ruhestätte befindet sich auf dem Südwestkirchhof Stahnsdorf. In der Lutherstadt Eisleben, seiner letzten Wirkungsstätte, wurde eine Straße nach ihm benannt.

## Schriften
- Meine Augen haben deinen Heiland gesehen. Predigten. Selbstverlag, Berlin 1906. 3. Auflage: Dessau 1914, DNB 361268173.